# Mircse János
Mircse János (Barátosi Mircse János) (Barátos, 1834 – Velence, Olaszország, 1883. január 21.) szabadságharcos, történetkutató, gyűjtő.

## Életpályája
1848-ban végzett a kézdivásárhelyi katonai iskolában. Tanulmányai után csatlakozott a szabadságharc katonáihoz. Világos után színészrársulattal Bukarestbe, majd Konstantinápolyba ment; Piemontba költözött. 1859-ben Klapka magyar légiójának katonája volt. 1860-ban Garibaldi tüzérkapitánya volt; Palermo bevételének és a volturniói csatának egyik hőse. 1865–1867 között az olasz rendőrség politikai osztályának tisztviselőjeként az emigránsok ügyeivel foglalkozott. 1867-ben Milánóban, Firenzében és Genuában folytatta kutatásait.

### Munkássága
A Magyar Tudományos Akadémia megbízásából az olasz levéltárakban fellelhető magyar iratok feltárásán dolgozott. Kossuth és Klapka, 1867 után Eötvös József közoktatásügyi miniszter is támogatta történeti kutatásait. Munkája leginkább Zsigmond király, Mátyás és Bethlen Gábor korára terjedt ki. Halála után a Magyar Tudományos Akadémia megvásárolta másolatait, amelyek egy része különböző forráskiadványokban látott napvilágot.

## Művei
- Történelmi adatok Capistranoi Sz. János életéhez (Esztergom, 1869)
- Venedig und Ungarn (Bécs, 1878)
- Oklevéltár Bethlen Gábor diplomáciai összeköttetései történetéhez (szerkesztette: Óváry Lipót, Budapest, 1886)